# Simbolismo cristão
Simbolismo cristão é o uso de símbolos, incluindo arquétipos, atos, obras de arte ou eventos, pelo cristianismo. Investe objetos ou ações com um significado interior que expressam ideias cristãs.
O simbolismo da Igreja primitiva foi caracterizado por ser entendido apenas por iniciados, enquanto após a legalização do cristianismo no Império Romano durante o século IV mais símbolos reconhecíveis entraram em uso. O cristianismo tomou emprestado do estoque comum de símbolos significativos conhecidos para a maioria dos períodos e para todas as regiões do mundo.
Apenas uma minoria de denominações cristãs praticou o aniconismo, ou a evitação ou proibição de tipos de imagens. Estes incluem as primeiras seitas judaicas cristãs, bem como algumas denominações modernas, que preferem até certo ponto não usar figuras em seus símbolos por considerarem proibidas no Decálogo.

## Símbolos Cristãos Primitivos

### Cruz e Crucifixo
A forma da cruz, representada pela letra T, passou a ser usada como um "selo" ou símbolo do cristianismo primitivo no século II. A cruz cristã é o mais conhecido símbolo religioso do cristianismo. É a representação do instrumento da crucificação de Jesus Cristo, e está relacionada ao crucifixo (cruz que inclui uma representação do corpo de Jesus) e à família mais ampla dos símbolos em forma de cruzes. No final do século II, é mencionado no Otávio de Marco Minúcio Félix, rejeitando a alegação dos detratores de que os cristãos adoram a cruz.
A cruz (crucifixo) neste período foi representada pela letra T.  Clemente de Alexandria no início do século III chama-lhe τὸ κυριακὸν σημεῖον ("o sinal do Senhor") e ele repete a ideia, corrente já na Epístola de Barnabé, de que o número 318 (em algarismos gregos, ΤΙΗ) em Gênesis 14:14 era um prenúncio (um "tipo") da cruz (T,  uma vertical com travessa, representando 300) e de Jesus (ΙΗ, as duas primeiras letras de seu nome ΙΗΣΟΥΣ, representando 18).
O contemporâneo de Clemente, Tertuliano, também rejeita a acusação de que os cristãos são crucis religiosi (ou seja, "adoradores da cruz"), e devolve a acusação comparando a adoração de ídolos pagãos à adoração de postes ou estacas. Em seu livro De Corona, escrito em 204, Tertuliano conta como já era uma tradição para os cristãos traçar repetidamente em suas testas o sinal da cruz.
Enquanto os primeiros cristãos usavam a forma de T para representar a cruz por escrito e gestos, o uso da Cruz grega e da Cruz latina, ou seja, cruzes com vigas que se cruzam, aparece na arte cristã no final da Antiguidade Tardia. Um exemplo antigo do halo cruciforme, usado para identificar Cristo em pinturas, é encontrado no mosaico Milagres dos Pães e Peixes da Basílica de Santo Apolinário Novo, Ravena (datado de c. 504).
A Cruz patriarcal, uma cruz latina com uma barra horizontal adicional, aparece pela primeira vez no século X.
A Cruz celta, agora muitas vezes caracterizada pela presença do contorno de um círculo sobre o qual uma cruz, estilizada de forma celta pré-medieval, aparece sobreposta. A cruz celta tem forte semelhança com a cruz cristã; no entanto, o motivo da cruz celta é anterior ao cristianismo em pelo menos 3.000 anos. Aparece na forma de monólitos antigos fortemente esculpidos, orientados verticalmente, que sobrevivem nos dias atuais, em vários locais da ilha da Irlanda. Alguns dos monumentos antigos foram evidentemente realocados para ficar em alguns dos primeiros adros da Irlanda, provavelmente entre 400 d.C. e 600 d.C., já que o cristianismo foi popularizado em grande parte da ilha. As esculturas de pedra fortemente desgastadas provavelmente devem sua sobrevivência contínua ao seu tamanho e construção rochosa sólida, que se coordenam em escala e composição com os antigos arranjos megalíticos da Irlanda.
Ao contrário da iconografia da cruz cristã associada à forma de um crucifixo (comumente usada para tortura e execução de criminosos e prisioneiros de guerra inimigos capturados, pelo Império Romano pré-cristão), as origens do design da cruz celta não são claras. A cruz celta, no entanto, tem sido repetida em estatuária, como uma característica dominante da paisagem antropogênica irlandesa, por pelo menos 5.000 anos. A cruz celta e a cruz cristã são suficientemente semelhantes em forma, que a primeira foi facilmente adotada pela cultura católica irlandesa, após a cristianização da Irlanda. A cruz celta é descrita com precisão como um antigo símbolo de significado cultural na Irlanda pré-cristã, druídica. Também é usado como um ícone simbólico da interpretação do cristianismo, e a tradição celta pré-cristã e a iconografia druídica irlandesa são hibridizadas com as tradições e iconografia cristãs (muito parecida com o Trevo; uma planta de cobertura do solo densa, de baixo crescimento, folhada e densa, que é tida como um símbolo atemporal da própria Irlanda; e, que também é simbólica na Irlanda, da Santíssima Trindade cristã, devido à estrutura típica das folhas trifoliares do Trevo).
Embora a cruz tenha sido usada como símbolo pelos primeiros cristãos, o crucifixo, ou seja, representações da cena da crucificação, eram raras antes do século V; algumas pedras gravadas que se pensava serem do século II ou III sobreviveram, mas o assunto não aparece na arte das Catacumbas de Roma.
A suposta descoberta da Verdadeira Cruz pela mãe de Constantino I, Helena de Constantinopla, e o desenvolvimento do Gólgota como local de peregrinação levaram a uma mudança de atitude. Foi provavelmente na Palestina que a imagem se desenvolveu, e muitas das primeiras representações estão nas Ampola de Monza, pequenos frascos de metal para óleo sagrado, que eram lembranças de peregrinos da Terra Santa, bem como relevos de marfim do século V da Itália.
No início do período medieval, a cruz simples tornou-se retratada como a Cruz gemada, coberta de joias, como muitas cruzes processionais medievais reais no trabalho de ourivesaria eram. Acredita-se que as primeiras representações da crucificação exibindo sofrimento tenham surgido na arte bizantina, onde o tipo de corpo caído em forma de S foi desenvolvido. Os primeiros exemplos ocidentais incluem a Cruz de Gero e o reverso da Cruz de Lotário, ambos do final do século X.
Marie-Madeleine Davy (1977) descreveu em grande detalhe o simbolismo românico tal como se desenvolveu na Idade Média na Europa Ocidental.

### Ichthys

Ichthys, ou símbolo do peixe, representa o Cristianismo.

Uma outra versão contendo o acrônimo ΙΧΘΥΣ.

Ichthys ou Ichthus (do grego antigo ἰχθύς, em maiúsculas ΙΧΘΥΣ ou ΙΧΘΥC, significando "Jesus Cristo, Filho de Deus, Salvador") é um símbolo que consiste em dois arcos que se cruzam para formar o perfil de um peixe, sendo um dos símbolos mais antigos do cristianismo.
Trata-se de um acrônimo, utilizado pelos cristãos primitivos, da expressão "Iēsous Christos Theou 'Yios Sōtēr", que significa "Jesus Cristo, Filho de Deus, Salvador" (em grego antigo, Ἰησοῦς Χριστός, Θεοῦ  ͑Υιός, Σωτήρ). Foi um dos primeiros símbolos cristãos, juntamente com o crucifixo e continua a ser usado pelas igrejas cristãs.
O Ichthys também era utilizado para marcar catacumbas cristãs na época da perseguição aos cristãos, pois era um símbolo que não era tão explicitamente cristão (como a cruz, por exemplo). Outra utilidade era o uso para comunicação: um cristão marcava um lugar com uma meia-lua para baixo, se o outro também fosse cristão, marcava a meia-lua para cima, formando o símbolo. Também era desenhado por crianças nas portas de casa para que mostrasse aos outros cristãos que aquela era uma casa de família cristã..
O peixe é um símbolo recorrente no Novo Testamento da mesma forma que o pescador: a multiplicação dos pães e peixes por Jesus, a captura milagrosa, a moeda na boca de um peixe capturado por São Pedro de acordo com as instruções de Jesus, o peixe grelhado comido por Jesus após sua ressurreição.

### Alfa e Ômega

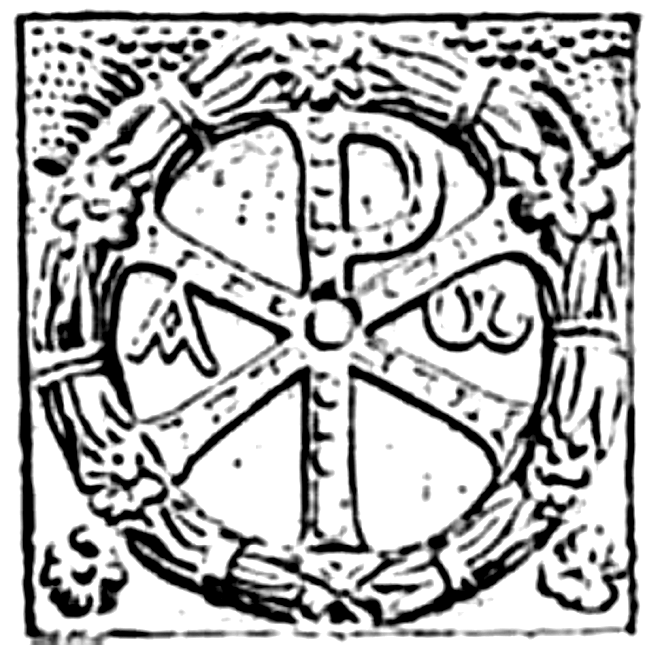
Labarum

Alfa e ómega são, respectivamente, a primeira e última letras do alfabeto grego clássico (jónico) (α e ω, dito como «το 'Αλφα και το Ωμέγα»).
A tradição cristã assimila frequentemente Deus ao alfa e ómega. Este conjunto simboliza a eternidade de Deus.
- está no começo de tudo, referência no primeiro capítulo do Evangelho segundo São João;
- tudo acompanha até ao fim do mundo (ver a este propósito o Apocalipse do mesmo evangelista).

O jesuíta Pierre Teilhard de Chardin tomou esta metáfora na sua apresentação do ω como final da evolução humana, associado ao α da criação.

#### Citações
- Isaías 44:6 - …Eu sou primeiro e o último, além de mim não há outro deus.
- Apocalipse 1:8 - Eu sou o Alfa e o Ómega, diz o Senhor Deus, o Todo-Poderoso, que é, que era e que há de vir.

### Estaurograma

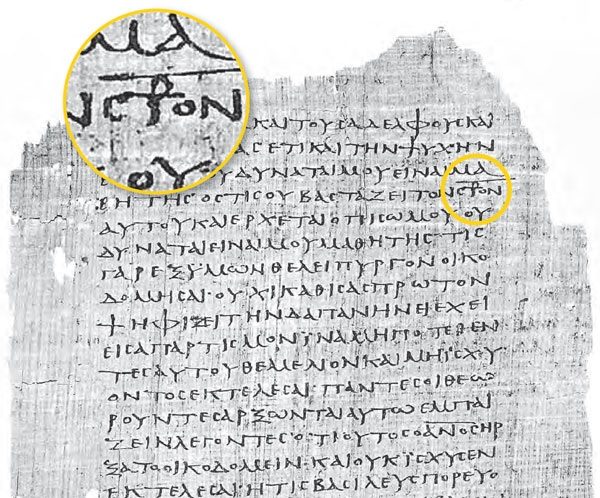
Um estaurograma usado como τρ-ligadura parte da grafia da palavra σταυρον (como ς̅(̅τ̅ρ̅)̅ο̅ν̅) em Lucas 14:27 (Papiro Bodmer XIV-XV, século 2)

O Estaurograma ⳨ (do grego σταυρός, ou seja, cruz), também Cruz Monogramática ou Tau-Rho, é composto por um tau (Τ) sobreposto a um rho (Ρ).
O Estaurograma foi usado pela primeira vez para abreviar a palavra grega para cruz em antigos manuscritos do Novo Testamento, como Papiro 66, Papiro 45 e Papiro 75, quase como um nomen sacrum, e pode visualmente ter representado Jesus na cruz.
Efrém, o Sírio no século IV explicou essas duas letras unidas afirmando que o tau se refere à cruz, e o rho refere-se à palavra grega "ajuda"; que tem o valor numerológico em grego de 100 como a letra rho tem. Dessa forma, o símbolo expressa a ideia de que a Cruz salva.
A Cruz Monogramática foi mais tarde vista também como uma variação do símbolo Chi Rho, e se espalhou pela Europa Ocidental nos séculos V e VI..

### Chi Rho
O Chi Rho é formado pela sobreposição das duas primeiras letras (maiúsculas) chi e rho (ΧΡ) da palavra grega "ΧΡΙΣΤΟΣ", que significa Cristo, de modo a produzir o monograma. Amplamente difundido no cristianismo antigo, era o símbolo usado pelo imperador romano Constantino I como vexilo (chamado, também, Lábaro).

### Monograma IH
As duas primeiras letras do nome de Jesus em Grego, iota (Ι) e eta (Η), em algum momento sobrepostos um ao outro, ou o valor numérico 18 de ΙΗ em grego, era uma maneira bem conhecida e muito antiga de representar Cristo.

## Outros símbolos cristãos

### O Bom Pastor

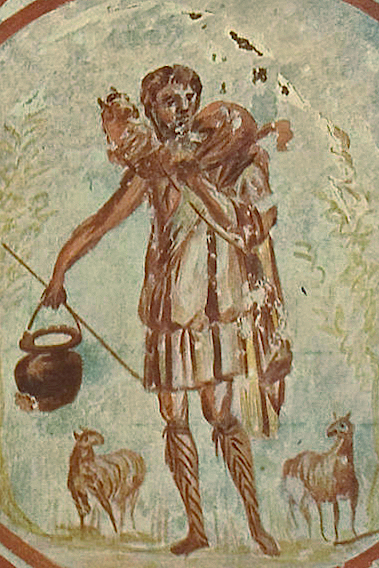
Pintura do século III representando O Bom Pastor na Catacumba de Calisto

A imagem do Bom Pastor, muitas vezes com uma ovelha nos ombros, é a mais comum das simbólicas representações de Jesus encontradas nas Catacumbas de Roma, e está relacionada com a Parábola da Ovelha Perdida. Inicialmente, também foi entendido como um símbolo como outros usados na arte cristã primitiva. Por volta do século V, a figura mais frequentemente assumiu a aparência da representação convencional de Cristo, como essa convenção havia se desenvolvido nessa época, e recebeu um halo e vestes ricas.